# Aphelopus atratus
Aphelopus atratus är en stekelart som först beskrevs av Johan Wilhelm Dalman 1823.  Aphelopus atratus ingår i släktet Aphelopus, och familjen stritsäcksteklar. Arten är reproducerande i Sverige.